# Brundage
Brundage – jednostka osadnicza w Stanach Zjednoczonych, w stanie Teksas, w hrabstwie Dimmit.